# Tixall
Tixall is een civil parish in het bestuurlijke gebied Stafford in het Engelse graafschap Staffordshire. Het dorp ligt aan de noordelijke kant van de vallei van de Sow, een zijvier van de Trent.
Hoewel de civil parish in 1979 om bestuurlijke redenen is gefuseerd met die van het iets noordelijker gelegen Ingestre tot Ingestre with Tixall, worden verschillende functies in de beide dorpen nog zelfstandig uitgevoerd. In 2001 telde Tixall 192 inwoners, van wie 163 stemgerechtigd, en 85 woningen.
Eind 20e eeuw heeft de Staffordshire Archaeology Society archeologisch onderzoek verricht naar enkele grafheuvels uit de bronstijd op de heide ten noordoosten van het dorp. Sporen van bewoning uit de Romeinse en Angelsaksische tijd zijn omstreden, maar Tixall komt in het Domesday Book van 1086 voor als 'Ticheshale', hetgeen vermoedelijk afkomstig is van het Oudengelse ticcen (kinderen, jonge geiten) + halh (hol, uitsparing), "ruimte van de geitenlammeren". De eerste kerk wordt genoemd in de 12e eeuw, onder de jurisdictie van de deken van de Collegiate Church of St Mary in Stafford. De huidige kerk en verschillende andere gebouwen staan op de Britse monumentenlijst. Het landhuis Tixall Hall werd gebouwd in 1555 en afgebroken in 1929.